# برنيتية
البرنيتية (الاسم العلمي:†Burnetia) هي جنس منقرض من الزواحف تتبع فصيلة البرنيتيات من رتيبة بيارميات وأشباهها.